# ベン・スノウ
ベン・スノウ（Ben Snow）は、視覚効果アーティストである。インダストリアル・ライト&マジックで働いており、アカデミー視覚効果賞には4度ノミネートされている。

## フィルモグラフィ
- スタートレック ジェネレーションズ Star Trek Generations (1994)
- キャスパー Casper (1995)
- ツイスター Twister (1996)
- マーズ・アタック! Mars Attacks! (1996)
- ロスト・ワールド/ジュラシック・パーク The Lost World: Jurassic Park (1997)
- ディープ・インパクト Deep Impact (1998)
- ハムナプトラ/失われた砂漠の都 The Mummy (1999)
- ギャラクシー・クエスト Galaxy Quest (1999)
- パール・ハーバー Pearl Harbor (2001)
- スター・ウォーズ エピソード2/クローンの攻撃 Star Wars: Episode II – Attack of the Clones (2002)
- ヴァン・ヘルシング Van Helsing (2004)
- キング・コング King Kong (2005)
- スパイダーウィックの謎 The Spiderwick Chronicles (2007)
- ターミネーター4 Terminator Salvation (2009)
- アイアンマン2 Iron Man 2 (2010)
- パイレーツ・オブ・カリビアン/生命の泉 Pirates of the Caribbean: On Stranger Tides (2011)
- ノア 約束の舟 Noah (2014)
- アベンジャーズ/エイジ・オブ・ウルトロン Avengers: Age of Ultron (2015)

## 受賞とノミネート
| 賞               | 年   | 部門           | 作品名                                      | 結果       |
| ---------------- | ---- | -------------- | ------------------------------------------- | ---------- |
| アカデミー賞     | 2001 | 視覚効果賞     | パール・ハーバー                            | ノミネート |
| アカデミー賞     | 2002 | 視覚効果賞     | スター・ウォーズ エピソード2/クローンの攻撃 | ノミネート |
| アカデミー賞     | 2008 | 視覚効果賞     | アイアンマン                                | ノミネート |
| アカデミー賞     | 2010 | 視覚効果賞     | アイアンマン2                               | ノミネート |
| 英国アカデミー賞 | 1999 | 特殊視覚効果賞 | ハムナプトラ/失われた砂漠の都               | ノミネート |
| 英国アカデミー賞 | 2008 | 特殊視覚効果賞 | アイアンマン                                | ノミネート |